# Gang, gang, gang
Gang, gang, gang – pierwszy singel polskiego rapera Bedoesa i producenta Kubiego z ich wspólnego albumu studyjnego, zatytułowanego Aby śmierć miała znaczenie. Singel został wydany 15 września 2016 przez SB Maffija Label.
Do utworu powstał teledysk w reżyserii Mikołaja Wiśniewskiego, który udostępniono 18 września 2016 za pośrednictwem serwisu YouTube.
Nagranie uzyskało certyfikat platynowej płyty, przekraczając liczbę 20 tysięcy sprzedanych kopii.

## Lista utworów
- Streaming[1]

1. „Gang, gang, gang” – 3:09